# 難經
《黃帝八十一難經》，简称《難經》，是中國古代醫學著作，共三卷（亦有分五卷的）。《難經》書名的含義，有二種解釋：以難字作為問難，另以難字做為難易來解讀。難，讀音為“ㄋㄢˋ（nàn）”。《難經》是闡發《黃帝內經》的疑難和要旨的第一部書。后世将其列为中醫四大經典之一。

## 作者
作者及成书年代不详。《史記·扁鵲倉公列傳》及《汉书·艺文志》均未载本书。《伤寒杂病论》及《隋书·经籍志》虽提及本书，但未言作者姓名，直至唐杨玄操《难经注》和《旧唐书·经籍志》才提出本书作者为戰國時秦越人（扁鵲）。
因《伤寒杂病论》及《隋书·经籍志》有提及本书，因此成書年代應比以上二書早，但應比《靈樞》晚。
从书的内容看，成书当在东汉以前，大约撰于西汉时。
另據學者依據劉基《郁離子》關於戰國時人言論的記載，推算「《素問》、《難經》成於楚懷王以前」。

## 内容概要
本經以分篇方式共計八十一篇，即八十一難，約一萬二千字。以阐述中國醫藥基础理论为主。可分為六大主議題依序為：
1. 脉学：一至二十二难
2. 经络：二十三至二十九难
3. 脏腑：三十至四十七难
4. 疾病：四十八至六十一难
5. 腧穴：六十二至六十八难
6. 针法：六十九至八十一难

难经在《內經》的基础上有所发展，尤其是“獨取寸口”的脈診法、对经络和脏腑中命門、三焦、腎間動氣、奇經八脈等的论述对后世影响极大。

## “五邪相干”理论
“五邪相干”理论起源于早期扁鹊学派的“王相囚死”理论，后经不断地完善与演变形成了《难经》的“十变”理论，将五脏依次相传发展为脏与脏的“柔传”以及腑与腑的“刚传”两大相传路径。《难经》“五邪相干”理论通过“五邪”与“五脏”对应，并借助五脏之间的生克关系，搭建起一个“五邪”侵入人体后的五脏传变体系，最终形成自然界邪气与人体内在脏腑相结合，并按照五行生克传变规律不断演化的中医理论框架。

## 成就
《难经》是中医经典著作，其突出特点是以五行立论，体现于概念、理法等方面的观点独树一帜，深刻影响着中医基本概念理论及诊治方法原则的形成与发展。全书贯以提出问题、解析释难的形式，将《黄帝内经》为主的中医医理进一步解释、阐发和系统化，对中医、针灸理论和运用影响深远。其中论述针灸的多方面重要内容，涉及现今使用的主要理论范畴，包括经脉、腧穴、刺法、治则和选穴等，均属经典针灸理论的核心组分。

## 延伸阅读
- 清·丁錦 著《難經經釋》
- 清·葉霖 著《難經正義》